# .uy
.uy (em castelhano:  Uruguay) é o código TLD (ccTLD) na Internet para o Uruguai sendo operado pelo NIC.uy, tendo como servidores DNS para suas Operações, um Servidor do NIC.br, por meio de parceria.

## Categorias
.uy - Registro de Segundo Nível a abaixo do .uy, efetuado pelo NIC.uy,
.edu.uy - Destinado as Entidades de Ensino e Pesquisa,
.gub.uy - Destinado as Entidades Governamentais,
.org.uy - Destinado as Entidades não Governamentais,
.com.uy - Destinado ao Uso Geral e fins Comerciais. Esta Categoria é operada pela ANTEL (ADINET),
.net.uy - Destinado ao Uso Geral e Empresas que Atuem na Internet,
.mil.uy - Destinado as Entidades Militares.
Desde julho de 2012, o NIC.uy passou a aceitar o registro de domínios diretamente
sob o .uy, transferindo por definitivo a Administração da Catergoria .com.uy para ANTEL.